# Homoeogamia brasiliana
Homoeogamia brasiliana är en kackerlacksart som beskrevs av Henri Saussure 1864. Homoeogamia brasiliana ingår i släktet Homoeogamia och familjen Polyphagidae. Inga underarter finns listade i Catalogue of Life.